# Radłów
Radłów é um município da Polônia, na voivodia da Pequena Polônia, no condado de Tarnów e na comuna de Radłów. Estende-se por uma área de 16,83 km², com 2 742 habitantes, segundo os censos de 2019, com uma densidade de 162,9 hab/km².
Radłów era uma aldeia dos bispos de Cracóvia na voivodia de Sandomierz em 1629. A propriedade de 6 000 morgos (incluindo 2 000 de florestas) pertencia a Ludwik e Anna Helcel. Em 1883, Tomasz Zamojski, um ordenado do Reino da Polônia, comprou-a para seus filhos. Após sua morte, os tutores não puderam ficar com a propriedade e ela foi vendida em leilão a Maurycy Straszewski por 1 510 001 złotys. Em 1893, Straszewski vendeu a propriedade para Henryk Dolański de Grębów.
Nos anos 1975-1998, a aldeia estava situada na voivodia de Tarnów. A estrada da voivodia n.º 975 passa por ela.
Existem túmulos de soldados que participaram da Primeira Guerra Mundial e da Segunda Guerra Mundial na cidade.
Na escola local, uma unidade solitária composta por 6 oficiais e uma dúzia de soldados rasos (provavelmente do 1.º Batalhão do 48.º Regimento de Infantaria) se defendeu durante a noite de 7 a 8 de setembro de 1939. Depois de rejeitar vários pedidos de rendição, os defensores foram queimados com lança-chamas junto com o prédio.

## Objetos históricos
Os seguintes edifícios históricos estão localizados na cidade:
- O traçado urbano histórico da cidade de Radłów, inscrito no registo de monumentos em 19 de dezembro de 1977 (nº reg .: A-139);
- A igreja paroquial de São João Batista, construída em 1337, reconstruída em 1408 e 1920, inscrita no registo de monumentos em 27 de março de 1968 (número do registo: 2), foram inscritos no registo a igreja, o cemitério da igreja e a Capela do Cristo Doloroso de 1665;
- A "antiga" reitoria, erigida nos anos 1930-1933, inscrita no registro de monumentos em 5 de novembro de 2009 (número de registro: A-1171 / M);
- Um complexo palaciano erguido por volta de 1830 no local de um palácio episcopal de madeira, inscrito no registro de monumentos (número do registro: I-3-41 / 47 de 13 de abril de 1947, 257 de 13 de abril de 1971 e A-140 de 9 de janeiro de 1978), incluindo o palácio e o parque. Atualmente, abriga o Complexo de Escolas de Ensino Médio Tadeusz Kościuszko.

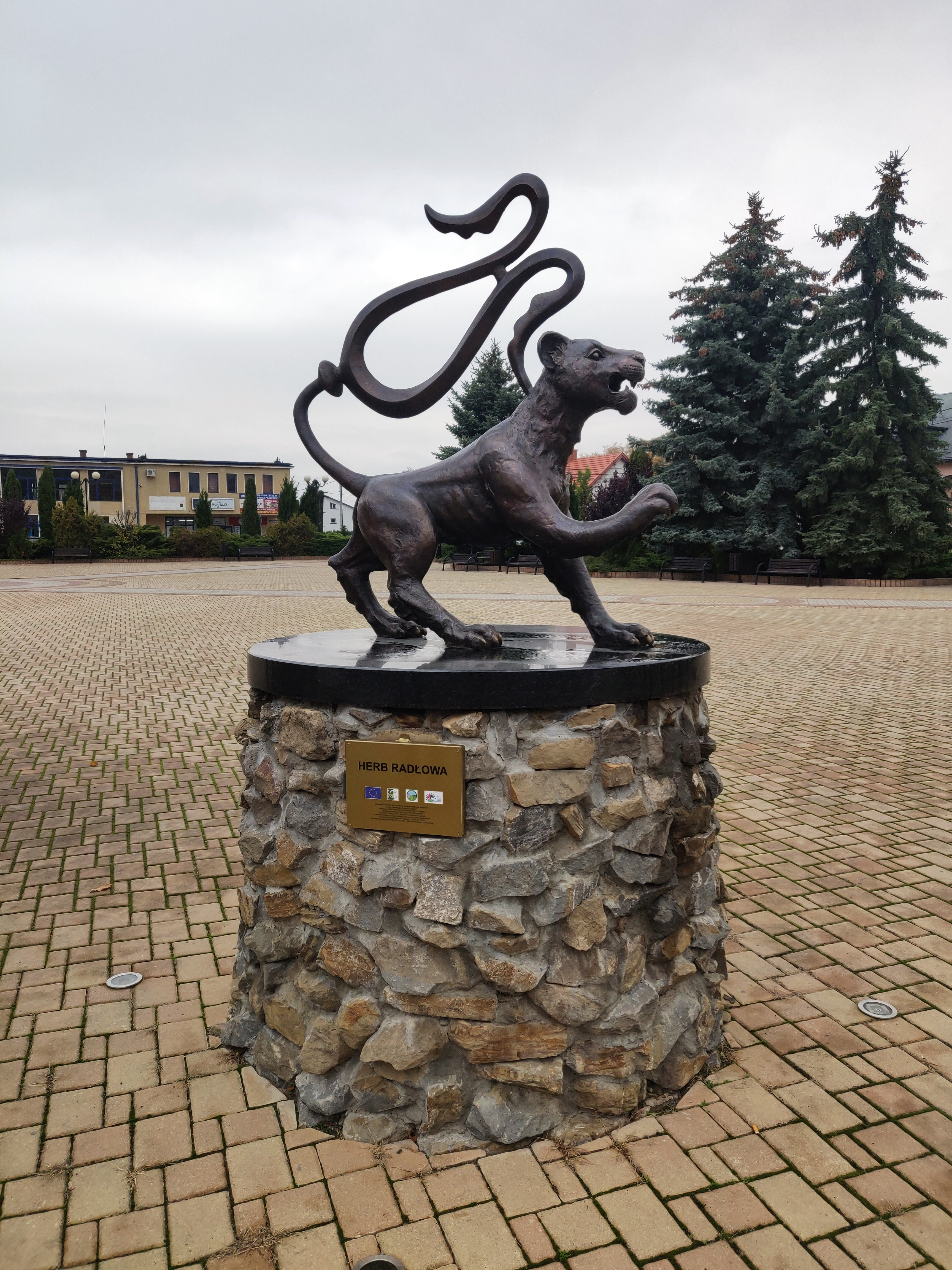
Monumento do Leão na Praça principal - o símbolo da cidade
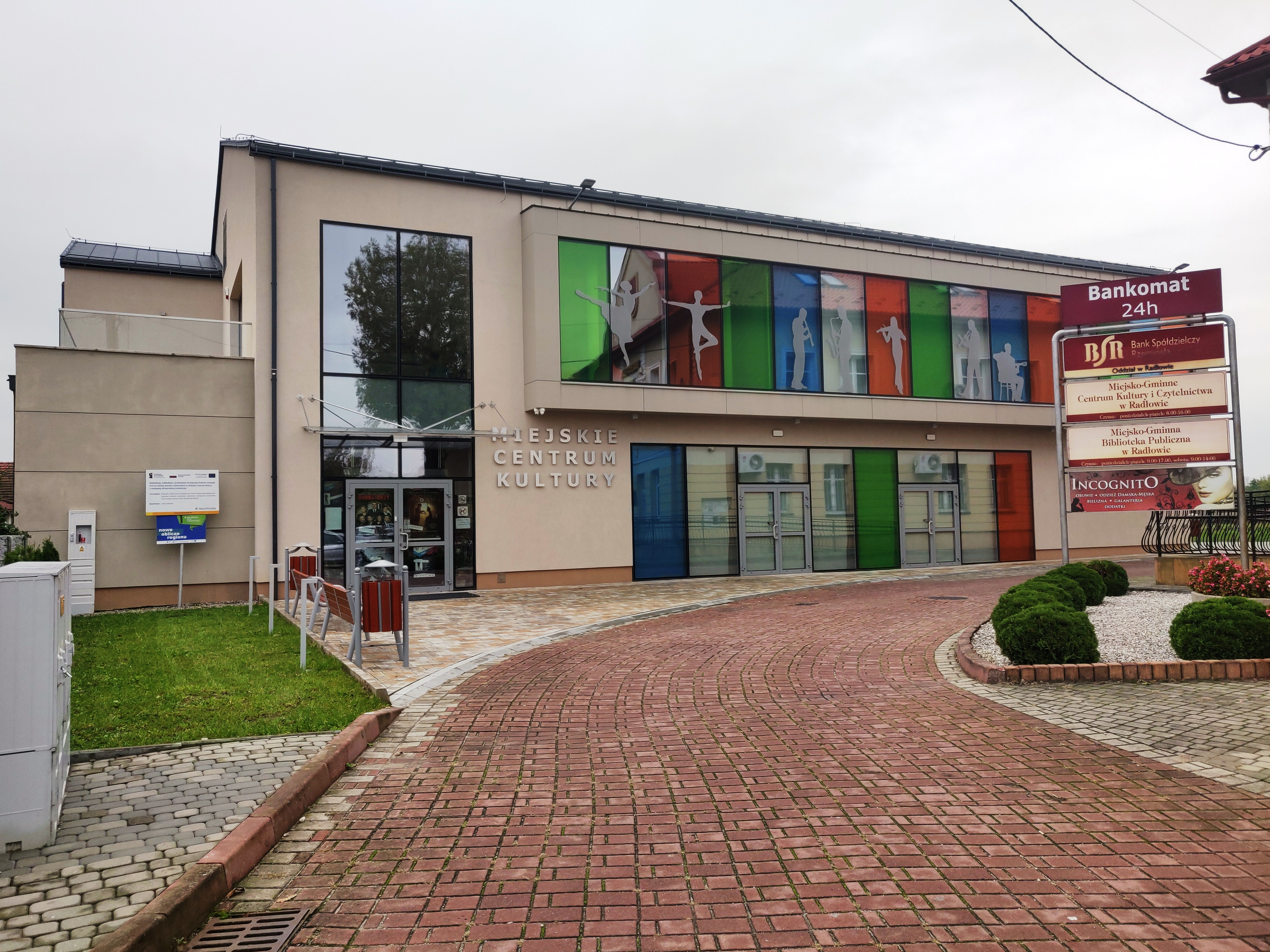
Centro Cultural Municipal
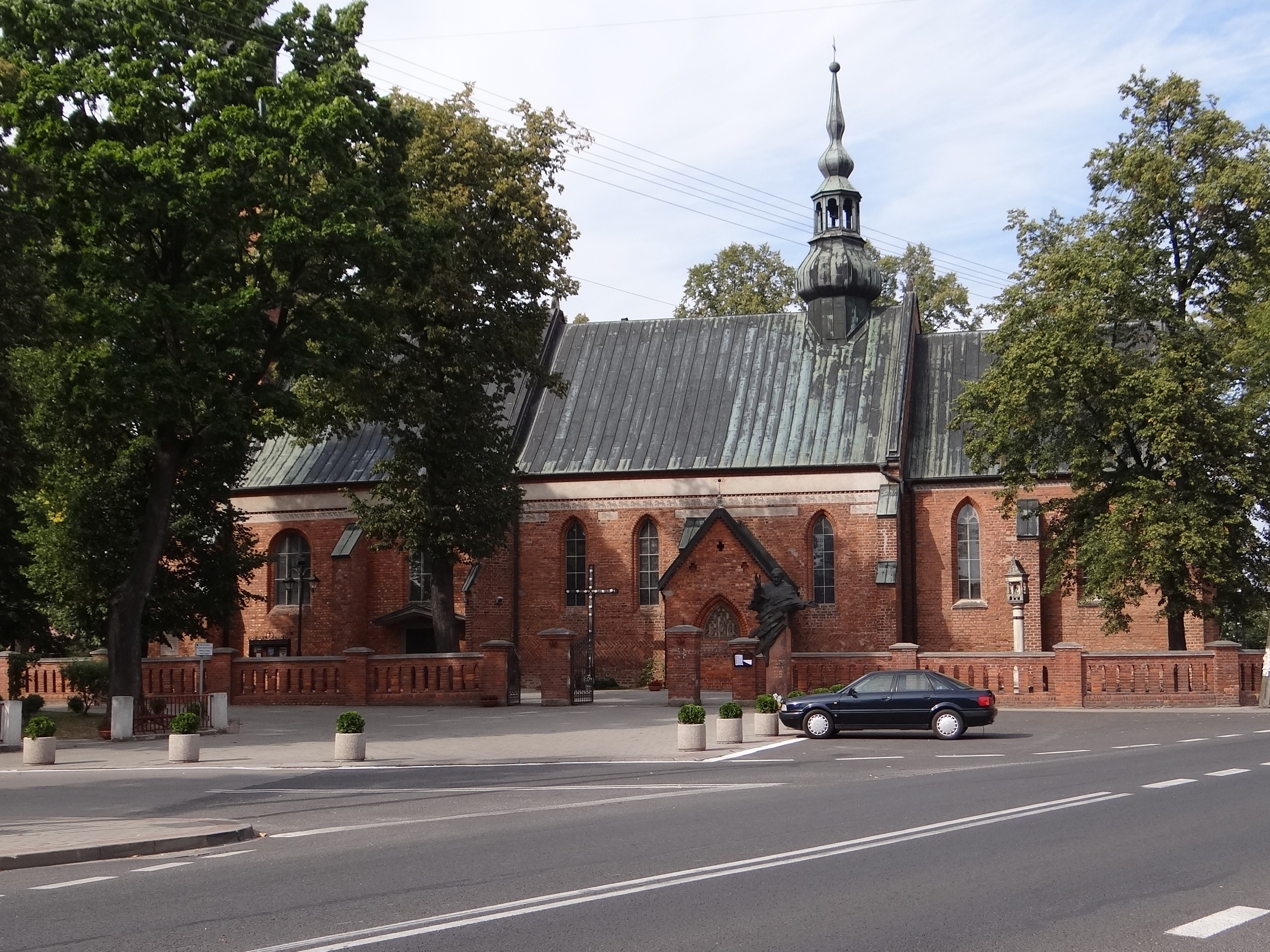
Igreja de São João Batista
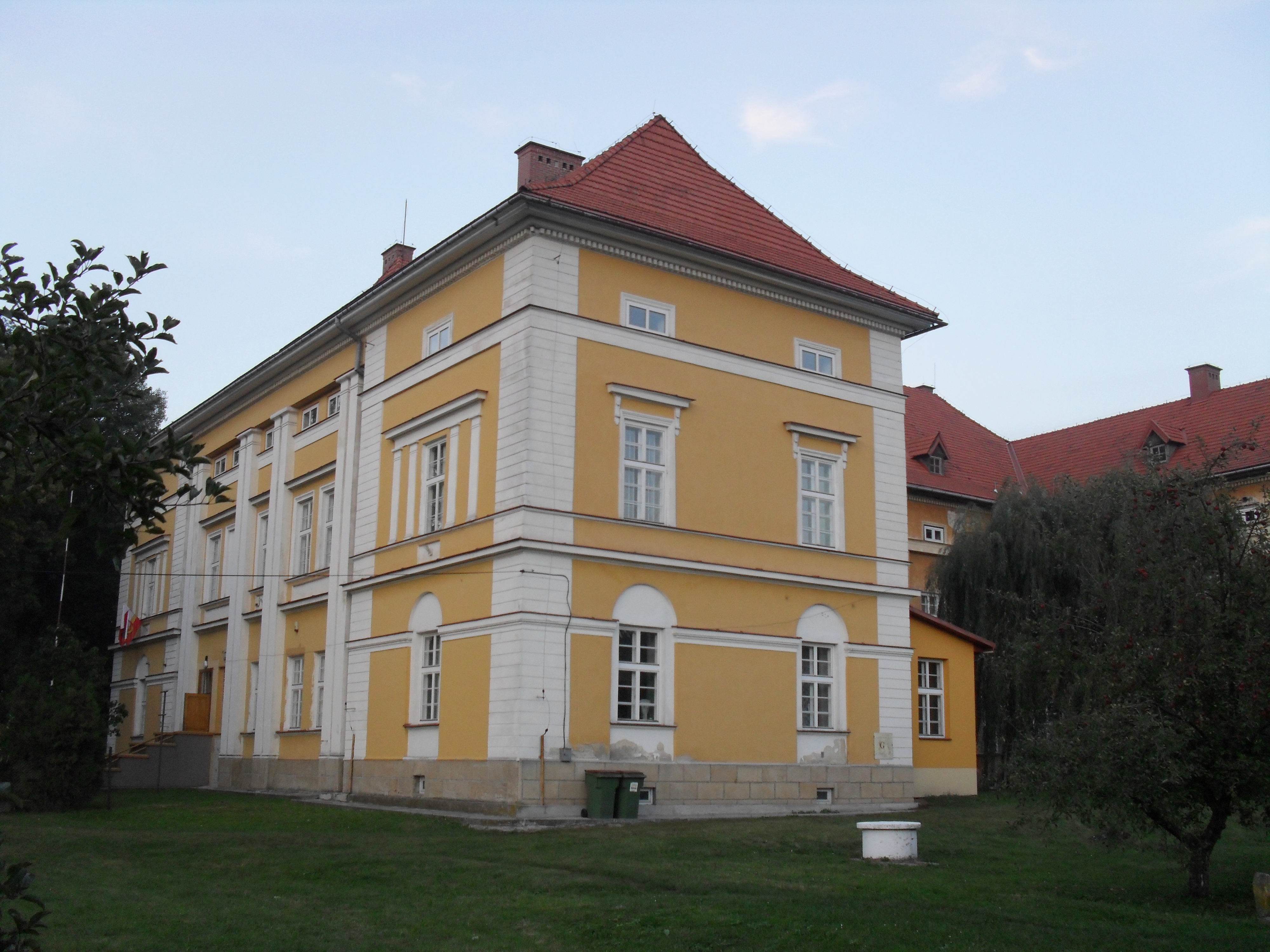
Palácio com parque
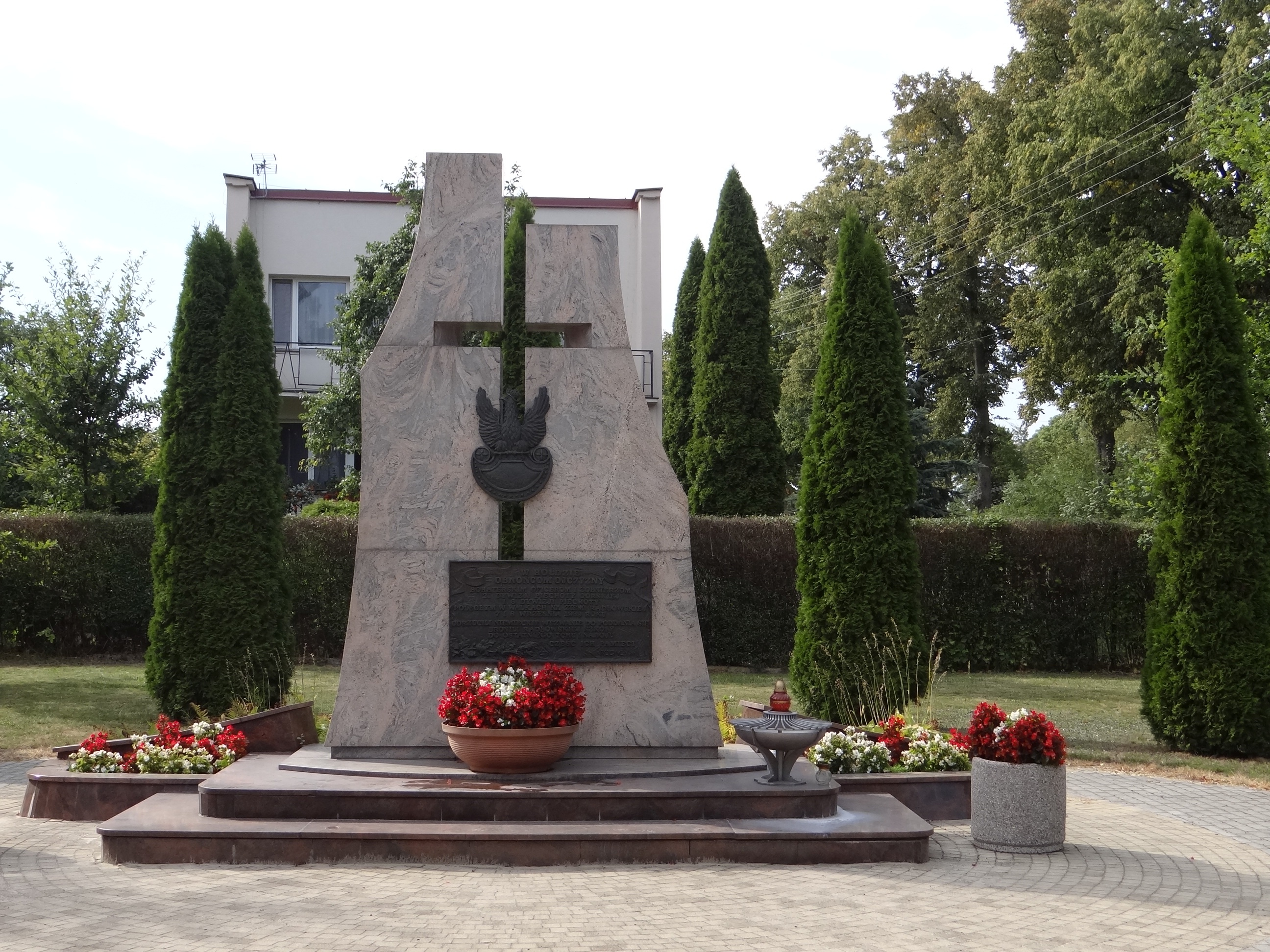
Monumento aos defensores mortos no incêndio da escola pelos soldados alemães em 1939
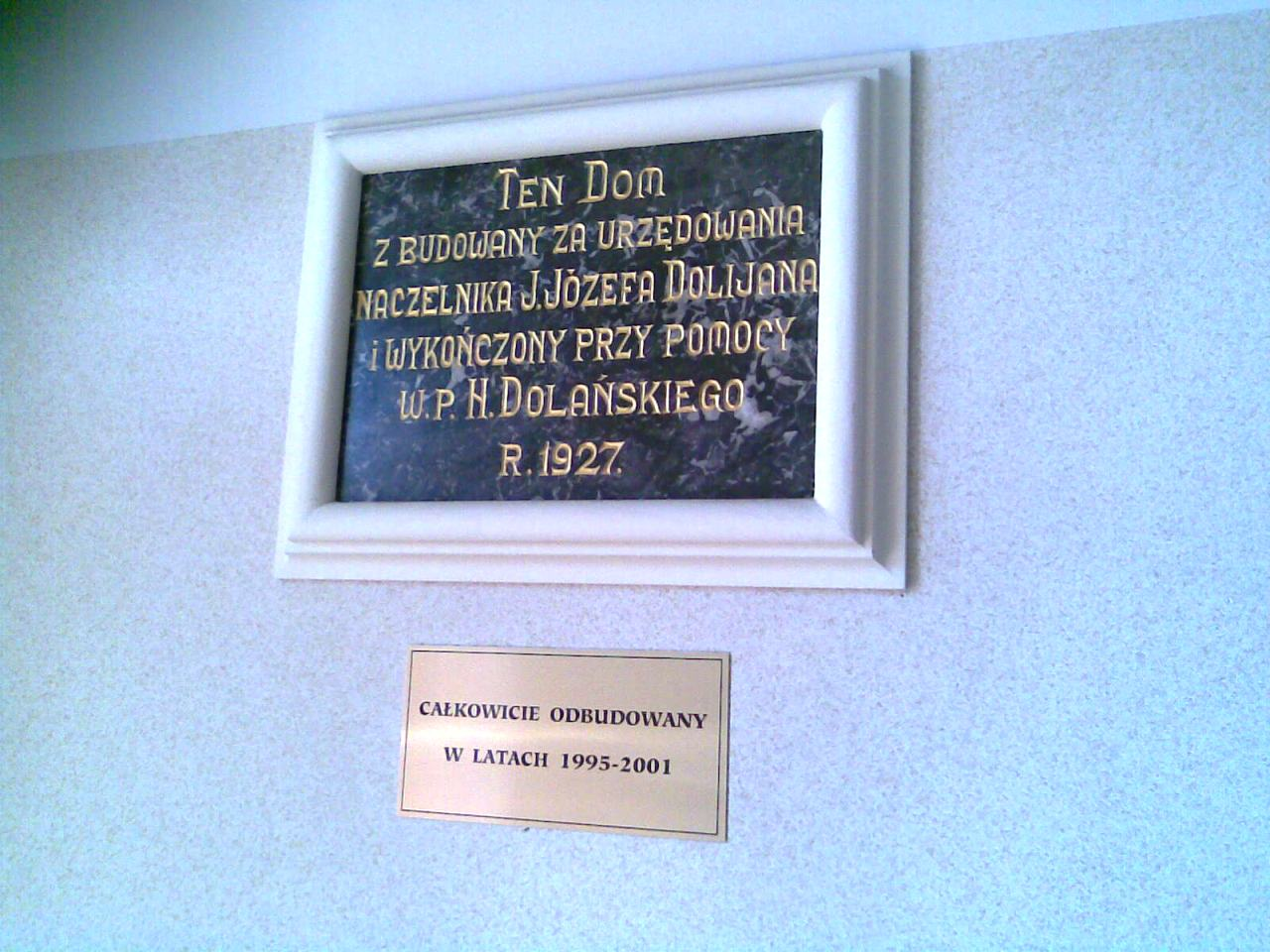
Placa comemorativa dentro da prefeitura reconstruída
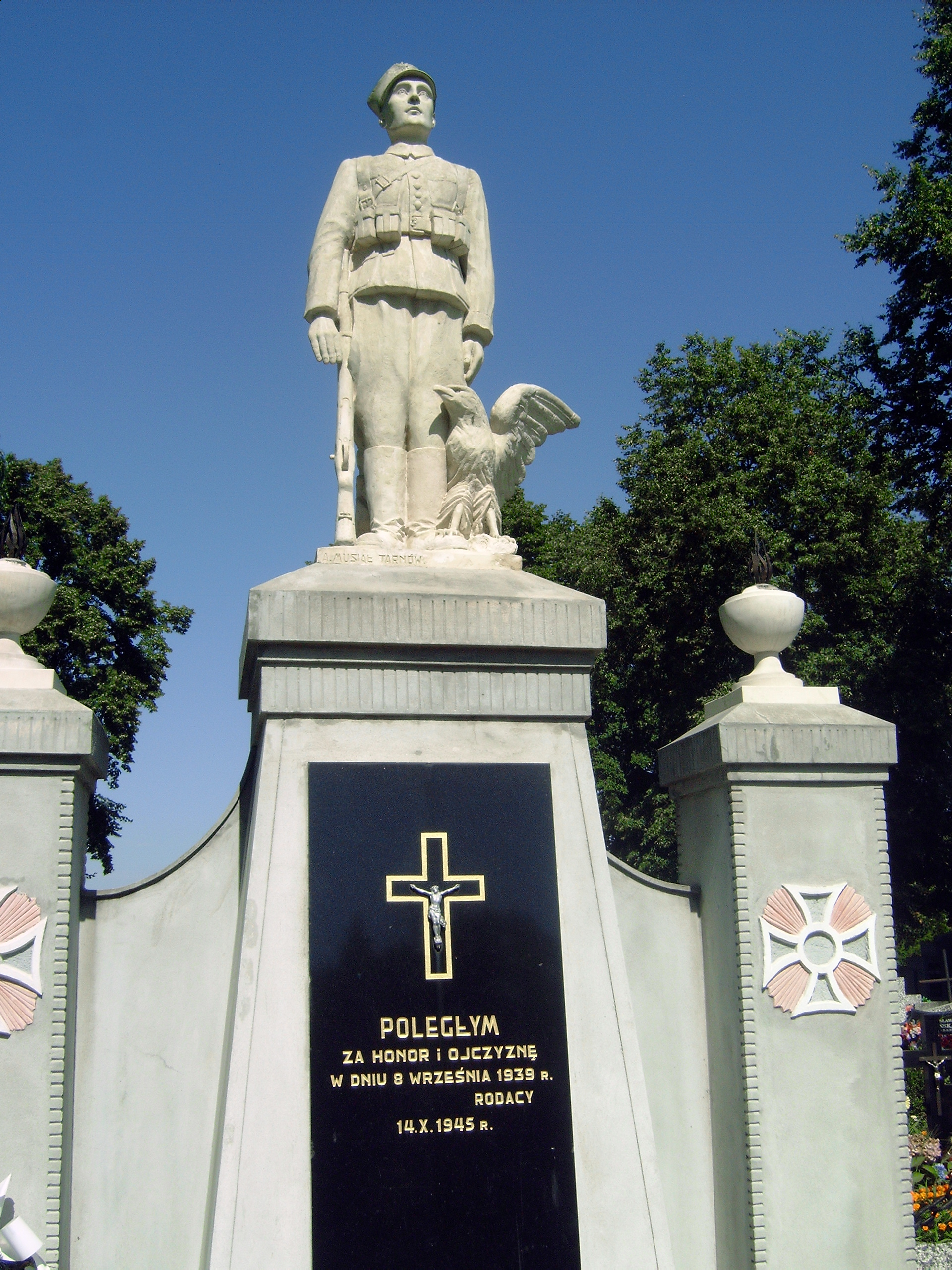
Monumento aos mortos em 1939 no cemitério
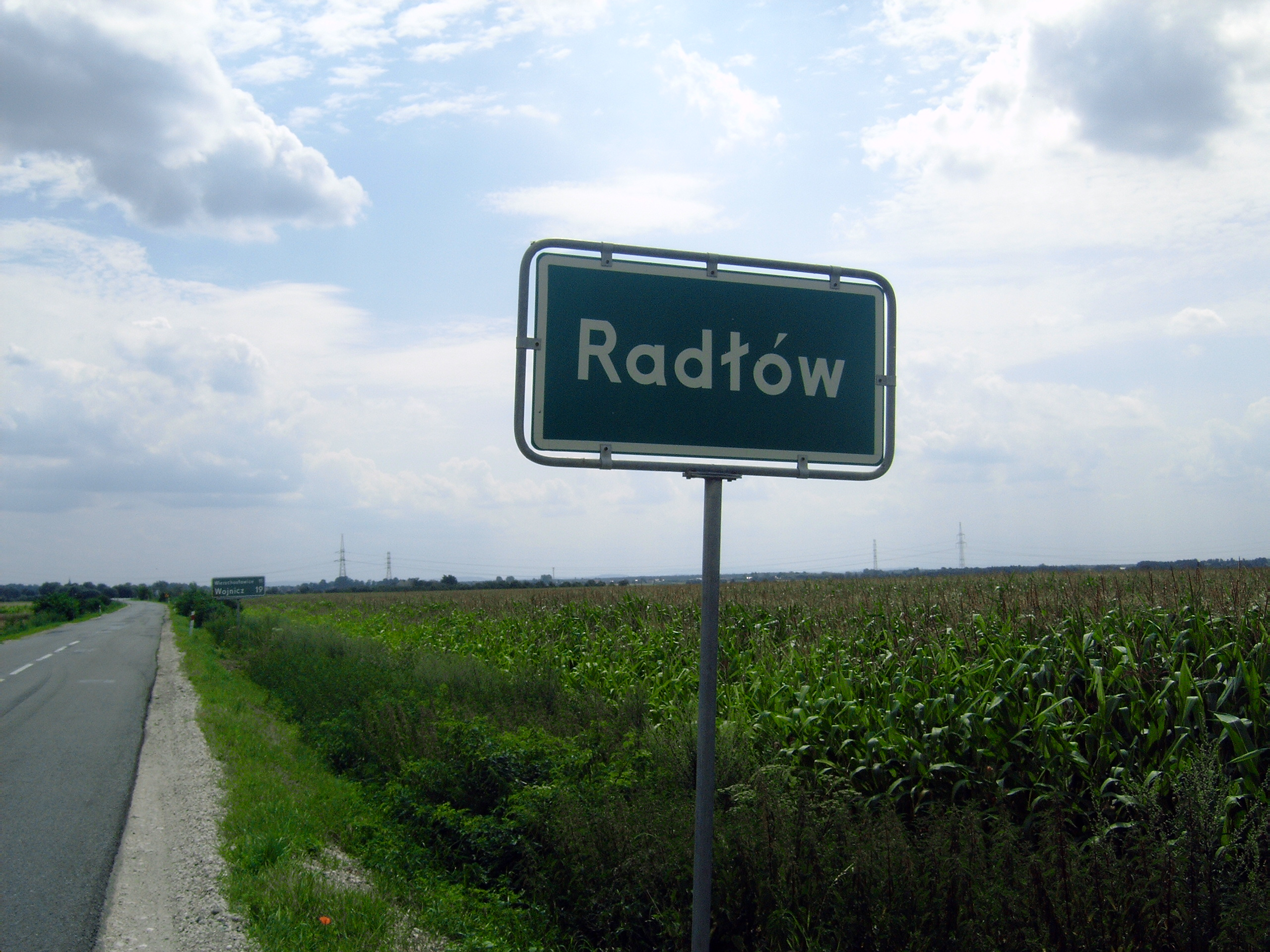
Entrada para Radłów

## Demografia
- Pirâmide etária dos habitantes de Radłów em 2014.[11]